# Maleta mexicana
La maleta mexicana (o valisa mexicana) és un conjunt de tres petites capses de cartró en què romangueren guardats i desapareguts, durant set dècades, els negatius de 3.000 o 4.000 fotografies que Endre Friedmann, Gerda Taro (aquests dos sota el pseudònim de Robert Capa) i David Seymour (Chim) feren, fonamentalment durant la Guerra civil, un període que abasta de juliol de 1936 a la primavera de 1939.

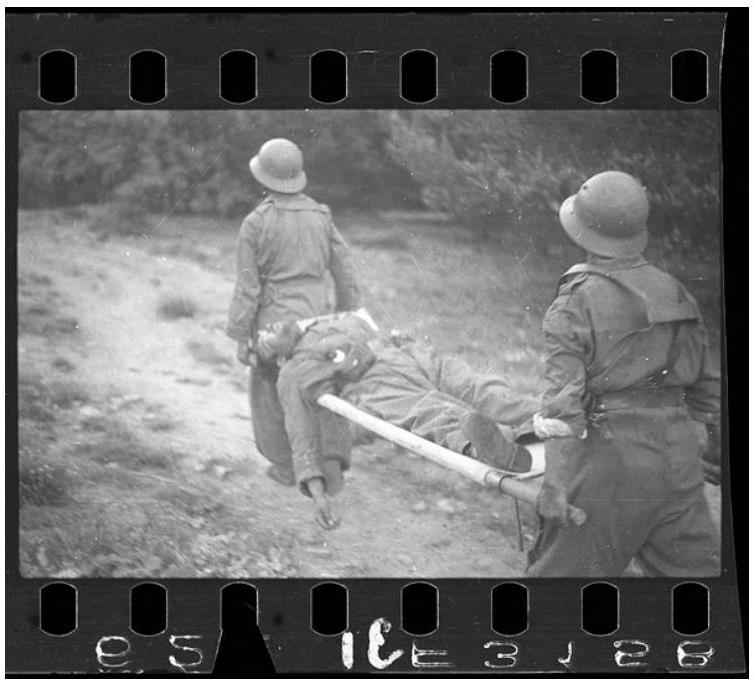
Dos soldats republicans amb un soldat en una civera, Port de Navacerrada, front de Segòvia, estat espanyol, finals de maig-principis de juny de 1937 (un dels negatius recuperats, fotografia de Gerda Taro. Descripció presa de ICP)

## Importància històrica
Els negatius, tot i no ser totes les instantànies realitzades pels tres fotògrafs durant la Guerra civil, sumen una quantitat important de peces. En les caixes es trobaren els negatius d'algunes de les fotografies més conegudes de Robert Capa, entre aquestes, la de la dona alletant durant un míting, utilitzada per infinitat de publicacions.
El conjunt té un valor històric incalculable, tant per la seua importància com a document de la Guerra civil com per ser una mostra única de l'evolució del fotoperiodisme bèl·lic.

## La destinació dels negatius

### La desaparició
Els negatius els abandonà Endre a París a l'octubre del 1939, perquè hagué de fugir per l'avanç de l'exèrxit nazi i el perill d'acabar en un camp de concentració per la seua condició de jueu i simpatitzant del comunisme. En salpar cap a Nova York, deixà els negatius al seu estudi a la custòdia d'Imre Weisz (Csiki), el seu ajudant i també fotògraf, marit d'Eleonora Carrington. Aquest escrigué en una carta que:
| «                                | El 1939, quan els alemanys s'acostaven a París, vaig posar els negatius de Bob en una motxilla i la vaig portar amb bicicleta a Bordeus per intentar embarcar-la a Mèxic. Al carrer em vaig trobar un xilé i li vaig demanar que em portara els paquets de pel·lícula al seu consolat perquè no els passara res. Hi accedí. | » |
| — Carta del 5 de juliol de 1975. | |   |

### La troballa
Les tres capses aparegueren al 1995. Es trobaren entre les pertinences del general mexicà Francisco Javier Aguilar, mort el 1975, que fou ambaixador de Mèxic davant el govern de Vichy els anys 1941 i 1942. Després de la seua mort, el director de cinema mexicà Benjamín Tarver les rebé per la seua tia, amiga del general.
Els negatius arribaren a l'International Center of Photography, fundació creada pel germà del fotògraf, Cornell Capa, al desembre de 2007. Després de consultar-ho amb un professor del Queens College, Jerald R. Green, que opinava que les fotografies haurien de ser exposades i disponibles perquè estudiosos de la Guerra civil pogueren analitzar-les, Benjamín Tarver lliurà el material.
La notícia es comunicà oficialment a l'any següent, 2008, i se'n programaren exposicions a l'estat francés i espanyol, i en d'altres.
Robert Capa va morir al 1954, sense saber que els negatius arribarien a trobar-se.